# NGC 844
NGC 844 ist eine kompakte Balken-Spiralgalaxie vom Hubble-Typ SB(rs)c? pec im Sternbild Walfisch. Sie ist schätzungsweise 204 Millionen Lichtjahre von der Milchstraße entfernt und hat einen Durchmesser von etwa 25.000 Lj.

Die Galaxie wurde von dem Astronomen Albert Marth am 8. November 1863 mithilfe eines 48-Zoll-Teleskops entdeckt.